# Rifkriget
Rifkriget, även kallat Andra marockanska kriget, utkämpades i början av 1920-talet mellan kolonialmakten Spanien (senare biträdd av Frankrike) och de marockanska berberna i den bergiga regionen Rif. Ledda av Abd el-Krim besegrade berberna först de spanska styrkorna med gerillataktik och erövrade europeiska vapen. Efter Frankrikes inträde i konflikten och den massiva landstigningen av spanska trupper vid Al Hoceïma kapitulerade el-Krim till fransmännen och gick i exil. Trots segern ledde kontroverser i Spanien över krigföringen till en militärkupp av general Miguel Primo de Rivera 1923 och förebådade det spanska inbördeskriget 1936-39.